# Fragenkatalog der theoretischen Fahrerlaubnisprüfung

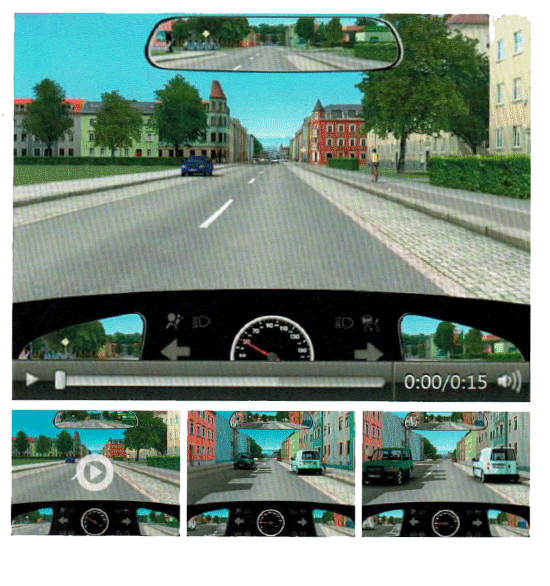
Aufgabe mit dynamischer Situationsdarstellung – Startbild ohne Text

Der Fragenkatalog der theoretischen Fahrerlaubnisprüfung ist der vom deutschen Bundesministerium für Verkehr herausgegebene theoretische Teil der Fahrausbildung zum Erwerb des Führerscheins in Deutschland.
Die theoretische Fahrerlaubnisprüfung erfolgt entsprechend Anlage 7 Nr. 1 der Fahrerlaubnis-Verordnung. Im Fragenkatalog werden folgende Prüfungsaufgaben entsprechend dem Prüfungsstoff mit seinen Sachgebieten festgelegt:
- Gefahrenlehre
- Verhalten im Straßenverkehr
- Vorfahrt/Vorrang
- Verkehrszeichen
- Umweltschutz
- Vorschriften über den Betrieb der Fahrzeuge
- Technik
- Eignung und Befähigung von Kraftfahrern[2]

Der Fragenkatalog ist im Verkehrsblatt veröffentlicht und liegt für die theoretische Prüfung am PC in digitaler Form bei der jeweiligen Technischen Prüfstelle (TP) vor. Diese ermöglicht den Verkehrsverlagen und anderen Anbietern die Nachnutzung für Fahrschulen und Fahrschüler.

## Geschichte
Die ersten Richtlinien für die Prüfung der Bewerber um eine Erlaubnis zum Führen von Kraftfahrzeugen von 1958 enthielten noch keinen festgelegten Fragenkatalog, sondern lediglich die Anweisung „durch Fragen in Stichproben zu ermitteln, ob der Bewerber die Kenntnisse [...] wie sie für die einzelnen Fahrzeugklassen verlangt werden, nachweisen kann.“ 1963 wurden diese Richtlinien durch eine gleichnamige Verkündung ersetzt, welche erstmals einen bundesweit einheitlichen Fragenkatalog mit 440 Fragen für die Führerscheinprüfung enthielt. Im Zuge der Einführung der Straßenverkehrs-Ordnung von 1971 wurden 1970 die Prüfungsrichtlinien mitsamt Fragenkatalog erneut neu gefasst. 1980 wurde ergänzend zum eigentlichen Fragenkatalog der zusätzliche Fragenkatalog „Energiesparende Fahrweise“ veröffentlicht. 1987 wurden diese beiden Fragenkataloge und die Prüfungsrichtlinien umfassend überarbeitet und neu veröffentlicht. 1998 wurden die beiden Fragenkataloge infolge der Umsetzung der EU-Führerscheinrichtlinie durch eine weitere Neufassung ersetzt, welche zum 1. Januar 1999 in Kraft trat. 2004 wurden Prüfungsrichtlinie und Fragenkatalog erneut neu gefasst, diesmal zur Umsetzung der Richtlinie 2000/56/EG. Der aktuell gültige Fragenkatalog wurde 2019 veröffentlicht.

## Optimierung der theoretischen Prüfung

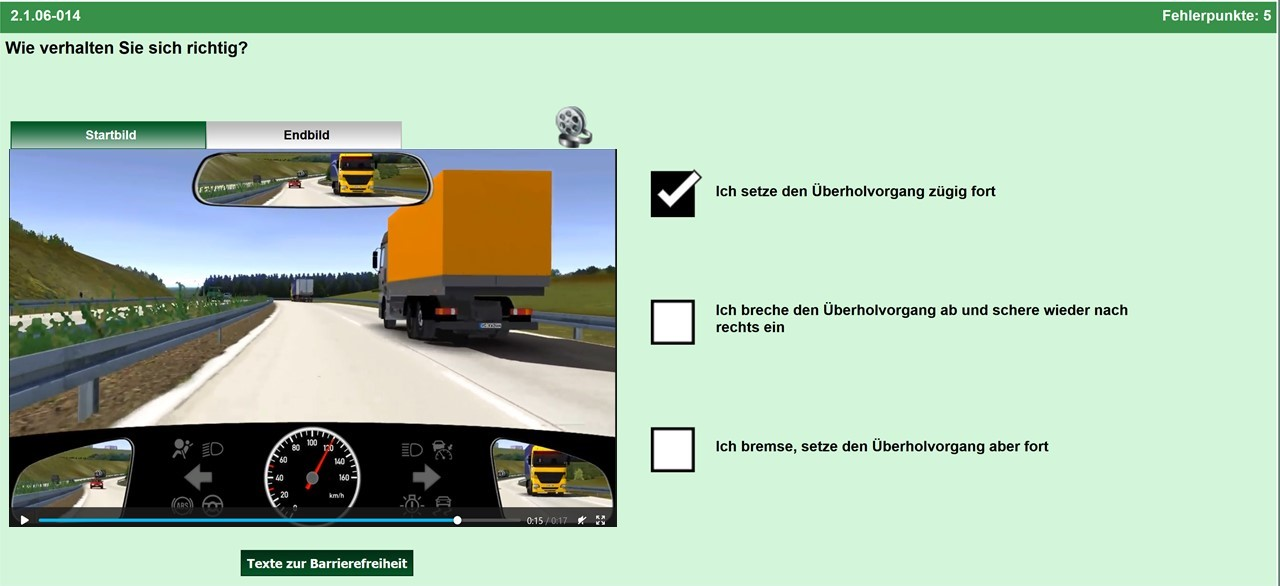
Katalog-Frage Nr. 2.106 – 014: Bei dynamischer Darstellung – hier kein Startbild – sind Bilder in Rückspiegeln und die Tachometer-Anzeige zu beachten

Mit einem Beschluss des Bundesrates aus dem Jahr 2007 wurde das Ziel festgelegt, eine computergestützte theoretische Fahrerlaubnisprüfung einzuführen und gestützt auf wissenschaftlichen Erkenntnisse weiterzuentwickeln. Grundlage dafür war ein von den Technischen Prüfstellen erarbeitetes Konzept, das auf der Sitzung des Bund-Länder-Fachausschusses am 2. Mai 2007 vorgestellt wurde. Durch DEKRA wurde ein Pilotprojekt in Zusammenarbeit mit den obersten Landesbehörden von Brandenburg und später Berlin, den beiden Fahrlehrerverbänden, dem TÜV Rheinland und der TÜV | DEKRA arge tp 21 (Arbeitsgemeinschaft der Technischen Prüfstellen) vorbereitet.
Mit dem 2. Januar 2008 wurde die PC-Prüfung eingeführt. Bis zum Jahresende 2009 folgten die letzten Bundesländer. Die Prüfungen werden nicht nur in den TP-Dienststellen, sondern auch in festgelegten neutralen Prüflokalen angeboten. Die amtlich anerkannten Sachverständigen oder Prüfer für den Kraftfahrzeugverkehr (aaSoP) führen das Equipment mit. Das neue Prüfsystem wurde damals von allen Beteiligten gut angenommen.
Mit der 13. ÄVO der Fahrerlaubnis-Verordnung und anderer straßenverkehrsrechtlicher Vorschriften vom 11. März 2019 (BGBl. S. 218) wurde die Rechtsgrundlage u. a. für zwei getrennte Prüfungsrichtlinien (Theorie und Praxis) geschaffen. Beim Fragenkatalog ist zu beachten, dass die Fragen mit dynamischen Situationsdarstellungen durch Bekanntmachung im Bundesanzeiger vom 10. Dezember 2019 veröffentlicht wurden. Da es sich bei den Aufgaben um Abläufe in virtueller Realität (VR) handelt, wird im Verkehrsblatt jeweils nur das Startbild gezeigt.
Die Entwicklung der Fragen erfolgte bis 2007 in der damaligen VDTÜV-Arbeitsgruppe „Theoretische Prüfung“. In ihr arbeiteten Vertreter von den drei TÜVs und von Dekra. Darüber hinaus wirkte auch der Kfz-Dienst der Bundeswehr und die Bundesvereinigung der Fahrlehrerverbände mit. Nach Gründung der Arbeitsgemeinschaft der Technischen Prüfstellen für den Kraftfahrzeugverkehr 21 (arge tp 21 TÜV/DEKRA) wurde o. g. Arbeitsgruppe dieser Einrichtung zugeordnet: „Theoretische Fahrerlaubnisprüfung und Aufgabenentwicklung“.

## Evaluation (Auswertung)
Die Digitalisierung vereinfacht eine Evaluation der Prüfung. Diese systematische und kontinuierliche Auswertung der Prüfungsergebnisse ermöglicht, die Wirksamkeit der Prüfung zu erhöhen. Dazu werden eine Reihe von Evaluationsmethoden angewendet. Die Sicherung der Testgüte und der Validität nach wissenschaftlichen Standards erfordert aber auch Expertise auf dem Gebiet der Testpsychologie und Erfahrungen mit verkehrswissenschaftlichen Studien. Diese Kompetenz nutzt die arge tp21 beim Institut für angewandte Familien-, Kindheits- und Jugendforschung. Langjähriger Direktor ist Dietmar Sturzbecher. Im Team erfolgten Forschungen zu einem Revisionsprojekt „Evaluation der Theoretischen Fahrerlaubnisprüfung“. Im Ergebnis wird ein Qualitätssicherungsverfahren genutzt, das prüflingszentrierte Arbeitshilfen – wie Prüfungen in zwölf Fremdsprachen und Sprachunterstützung für Leseschwache – bietet. Auch der Schutz vor Prüfungsbetrug wird erhöht, z. B. durch Randomisierung (Zufallsprinzip) der Antwortreihenfolge.

## Aktualisierung des Fragenkatalogs
Aktualisierungen des Fragenkatalogs erfolgen zweimal jährlich, da sich nicht nur Rechtsvorschriften ändern, sondern auch technische Neuerungen, wie die Nutzung von Fahrerassistenzsystemen (FAS) in die Prüfung Einzug halten. Weiterhin werden kontinuierlich Aufgaben mit dynamischer Situationsdarstellung entwickelt. Schließlich bewirkt die o. g. Evaluation, dass auffällige Fragen überarbeitet werden.

## Aufbau des Fragenkataloges
Der amtliche Fragenkatalog ist gegliedert in:
- Teil 1: Grundstoff
- Teil 2: Zusatzstoff

Der Grundstoff stellt den Abschnitt des Kataloges dar, aus dem bei Prüfungen für sämtliche Fahrerlaubnisklassen Fragen zur Anwendung kommen. Der Zusatzstoff enthält spezifische Fragen zu den einzelnen Fahrerlaubnisklassen. In der Prüfung werden Grund- und Zusatzstoff gemeinsam bewertet.

Bezeichnung der Abschnitte und Kapitel im Fragenkatalog

Jeder Abschnitt ist wiederum in Kapitel unterteilt. Bis zum Ende der Prüfung mit Prüfungsbogen (vor Einführung der PC-Prüfung) gab es 38 Kapitel mit 522 Grundstofffragen und 57 Kapitel mit 993 Fragen Zusatzstoff. 
Der digitale Fragenkatalog bietet eine höhere Vielfalt. Allein mit der Variation einer Vorfahrtsfrage durch Änderung der Farben von Fahrzeugen erhöht sich die Fragenanzahl.
In den Fahrschulen werden alle aktuellen Fragen und Aufgaben mit digitalen Mitteln geübt. Datenträger für Fahrschüler können zu Hause auch auf dem Smartphone genutzt werden. Insofern steht Fahrschulen und Schülern der aktuelle Fragenkatalog zur Verfügung. In der Prüfung kann es – abgesehen von geänderten Farben und Antwort-Reihenfolgen - keine Überraschung für den aufmerksamen Prüfling geben.

### Vorgaben zur Beantwortung der Fragen
Fragen, die zum Grundstoff gehören, sind mit einem „G“ gekennzeichnet und für alle Führerscheinklassen außer Mofa zu verwenden. Für die Mofa-Prüfbescheinigung wird nur ein Teil an Grundstofffragen (236) angewendet, die einschränkend mit „G, Mofa“ gekennzeichnet sind. Zusatzstofffragen sind mit den Kennzeichen der einzelnen Klassen versehen, bei denen sie zur Anwendung kommen, zum Beispiel „B“ für Fahrerlaubnisklasse B = Pkw.
Die Beantwortung der meisten Fragen erfolgt durch das Anklicken von Antworten nach dem Multiple-Choice-Verfahren. Zu jeder Frage gehört eine Auswahl von höchstens drei möglichen Antworten, von denen mindestens eine richtig ist. Die Antworten beziehen sich nicht aufeinander, sondern nur auf die jeweilige Frage. In der Prüfung werden die Antworten in beliebiger Reihenfolge vorgegeben. Bei etwa 70 Fragen des Kataloges werden die Antworten nicht vorgegeben, sondern es wird nach einer Zahl gefragt, die einzugeben ist. Das können Angaben für Geschwindigkeit, Zeit, Länge oder Massen sein. Entsprechend ihrem Inhalt und ihrer Bedeutung für die Verkehrssicherheit erfolgt die Bewertung der Fragen mit 2 (= geringste Wertigkeit) bis 5 Punkten (= höchste Wertigkeit). Die Wertigkeit wird bei jeder Frage vermerkt.

Beispielfrage aus dem Grundstoff
Beispielfrage aus dem Zusatzstoff
Beispiel Multiple-Choice
Beispiel Zahlenantwort
Beispiel Wertigkeit

Beispiel richtige Antwort

Beispiel falsche Antwort

Eine Frage gilt als falsch beantwortet, wenn:
- nicht jede richtige Antwort angeklickt ist,
- eine falsche Antwort angeklickt ist,
- eine einzugebende Zahl falsch ist.

Wird eine Frage falsch beantwortet, werden 2 bis 5 Punkte dem Fehlerpunktekonto hinzugerechnet. Dabei wird nicht zwischen Grund- und Zusatzstoff unterschieden. Anzahl und Zusammensetzung der Fragen sowie die zulässige Fehlerzahl in einer theoretischen Führerscheinprüfung werden im Teil B der Prüfungsrichtlinie – theoretische Prüfung – beschrieben.